# 长鼻浣熊
长鼻浣熊（学名：Nasuella olivacea）也称山豿，是浣熊科浣熊亚科的一种，分布于南美洲北部哥伦比亚、厄瓜多尔和委内瑞拉境内海拔1800～4260米的安第斯山地区。树栖，杂食性。
种加词 olivacea 意为“橄榄状的”、“卵圆形的”。